# Ulises (Revista de viajes interiores)
Ulises (Revista de viajes interiores) es una publicación cultural que nace en 1997 de la mano de Xavier Vidal Benet, en el contexto de un resurgimiento de la cultura psiquedélica en España. Sin dejar de enfocarse en la psiquedelia, sus artículos abarcan temas tan dispares como psicología transpersonal, comunicación digital, arte, historia, ciencia o budismo.

## Historia
Inicialmente, Ulises iba a ser un fanzine promocional de unos encuentros psiquedélicos organizados en el Centro de Cultura Contemporánea de Barcelona, en enero de 1997, que acapararon más interés del esperado. Gracias al apoyo de varias personas, organizaciones y la editorial La Liebre de Marzo, en 1998 se consolidó como formato de revista, manteniendo su periodicidad anual hasta la actualidad.
En 2005, Ulises y Cáñamo, la primera revista en español sobre la cultura del cannabis, editaron conjuntamente un monográfico sobre Albert Hofmann.
La revista es independiente y no incluye publicidad. Desde 2019, y ya desvinculada de La Liebre de Marzo, Ulises dispone de un sitio web donde es posible descargar, de forma gratuita, casi todos los números publicados. Medios y autores especializados la consideran una publicación histórica y de referencia en su ámbito.

## Contenido y colaboradores
El subtítulo Revista de viajes interiores refleja su enfoque en la psiquedelia, la psicología transpersonal y la espiritualidad. No obstante, ha ido diversificando su temática para incluir disciplinas como el arte, la ciencia, la creatividad o las nuevas tecnologías.
Destacan las entrevistas a personalidades como Mariano Antolín Rato, Terence McKenna o Jonathan Ott, y por combinar colaboradores desconocidos con figuras destacadas como Alexander Shulgin o Stanislav Grof.
Las portadas y contraportadas son obra de artistas españoles e internacionales, como Robert Venosa, Martina Hoffmann o Pam Emmerik.

### Autores destacados
Breve relación de autores de prestigio que colaboran o han participado en la revista:
- Alaska
- Mariano Antolín Rato
- Susan Blackmore
- Jordi Camí
- Erik Davis
- Antonio Escohotado
- Josep María Fericgla
- Gaspar Fraga
- Vicente Gallego
- Alex Grey
- Stanislav Grof
- Albert Hofmann
- Fundación ICEERS
- Germán Labrador Méndez
- Timothy Leary
- Terence McKenna
- David E. Nichols
- Antonio Orihuela
- Jonathan Ott
- Francesc Pi de la Serra
- Giorgio Samorini
- Fernando Sánchez Dragó
- Alexander Shulgin
- Miguel Ángel Velasco
- Robert Venosa
- Raimundo Viejo